# NGC 7777
NGC 7777 هي مجرة تتبع كوكبة الفرس الأعظم. اكتشفها إدوارد ستيفان في 25 أكتوبر 1876.

## روابط خارجية
- NGC 7777 على موقع ويكي سكاي: DSS2, SDSS, GALEX, IRAS, Hydrogen α, X-Ray, Astrophoto, Sky Map, Articles and images